# Mannings Heath
Mannings Heath är en by i West Sussex i England. Byn är belägen 41,9 km 
från Chichester. Orten har 1 103 invånare (2016).